# Kirk Torrance
Kirk Torrance es un actor y dramaturgo de Nueva Zelanda, mejor conocido por su papel de Wayne Judd en Outrageous Fortune. También es un ex nadador de los Juegos de las Mancomunidad.

## Carrera
Su obra debut Strata (2003) ganó el premio al Mejor Dramaturgo Revelación en los premios Chapman Tripp Theatre. Interpretó el papel principal de Holden en la película neozelandesa Stickmen (2001) y en el galardonado drama televisivo Fish Skin Suit (2003). Mientras aparecía en Outrageous Fortune, presentó una serie de una versión neozelandesa de The Real Hustle.
Fue nominado como Mejor Actor de Reparto en los Qantas Film & Television Awards de 2008 por su papel de ex policía en la serie de televisión Outrageous Fortune. En 2008, la revista Metro lo nombró el hombre más sexy de Auckland.
Torrance se graduó de la Escuela de Drama Toi Whakaari de Nueva Zelanda en Wellington, y se graduó con un diploma en actuación en 1994, ascendiendo a una licenciatura en artes escénicas (actuación) en 2003.
Es maorí de herencia Ngāti Kahungunu.

## Filmografía

### Cine
| Año  | Título                         | Papel            | Notas                  |
| ---- | ------------------------------ | ---------------- | ---------------------- |
| 2000 | B Grade                        | Dominic Matheson | Cortometraje           |
| 2001 | Stickmen                       | Holden           |                        |
| 2010 | Too Old for Swings             |                  | Cortometraje, director |
| 2011 | Ebony Society                  | Eric             | Cortometraje           |
| 2012 | Sione's 2: Unfinished Business | Cardenal Hoani   |                        |
| 2014 | The Dark Horse                 | Noble            |                        |
| 2020 | Rūrangi                        | Gerald Davis     |                        |

### Televisión
| Año     | Título                                  | Papel                         | Notas                                 |
| ------- | --------------------------------------- | ----------------------------- | ------------------------------------- |
| 1995    | Swimming Lessons                        | Comprador de casa             |                                       |
| 1998    | Shortland Street                        | Lee Kapene                    | 1 episodio                            |
| 1998    | The Adventures of Swiss Family Robinson | Hermano del rey               | 3 episodios                           |
| 1999    | Duggan                                  | James Frankham                | Episodio: "Food to Die For"           |
| 2000    | Cleopatra 2525                          | Blade                         | Episodio: "The Watch"                 |
| 2001    | Xena: la princesa guerrera              | Demetrius                     | Episodio: "Old Ares Had a Farm"       |
| 2002    | Mataku                                  | Temuera                       | Episodio: "The Blue Line"             |
| 2004    | The Insiders Guide to Happiness         | Negociador policial           | Episodio: "You Are Happy"             |
| 2004–05 | Shortland Street                        | Dr. Bronson Paraone           |                                       |
| 2005    | Holly's Heroes                          | Tony McKenzie                 | Protagonista                          |
| 2005–10 | Outrageous Fortune                      | Sargento detective Wayne Judd | Protagonista (100 episodios)          |
| 2006    | The Lost Children                       | Ranginui                      | 2 episodios                           |
| 2009    | Legend of the Seeker                    | Krilmark                      | Episodio: "Marked"                    |
| 2010    | The Real Hustle NZ                      | Presentador                   |                                       |
| 2012    | The Almighty Johnsons                   | George                        | 3 episodios                           |
| 2012    | Siege                                   | Sargento Heath Jones          | Película de televisión                |
| 2015    | Tatau                                   | Reverendo Calcott             | Protagonista, miniserie               |
| 2015    | Power Rangers Dino Charge               | Dr. Runga                     | Episodio: "Deep Down Under"           |
| 2017    | Wanted                                  | Cliff                         | 2 episodios                           |
| 2017    | Filthy Rich                             | Ariki                         | Recurrente (temporada 2; 8 episodios) |
| 2017    | Wilde Ride                              | Tom                           | Protagonista                          |
| 2018    | Las nuevas leyendas de Mono             | Maestro                       | Episodio: "Episode 6"                 |
| 2020-   | Mystic                                  | Tom Avery                     | Protagonista (temporadas 1 - 3)       |

### Videojuegos
| Año  | Título    | Papel             |
| ---- | --------- | ----------------- |
| 2012 | Far Cry 3 | Voces adicionales |